# Pascale de La Tour du Pin
Pascale de La Tour du Pin, née Gaillard le 15 octobre 1977 à Périgueux, en Dordogne, est une journaliste, animatrice de télévision et chroniqueuse française.
Entre 2008 et juin 2017, elle officie sur la chaîne d'information en continu BFM TV. En septembre 2017, elle rejoint LCI pour en présenter la matinale, avant de finalement annoncer en juin 2021 son retour à BFM TV, qui a lieu en août 2021. En septembre 2023, elle quitte à nouveau BFM TV pour rejoindre C8. Elle y anime une émission média intitulée PAF tous les jours de 18 h à 19 h.

## Biographie

### Famille
Pascale Gaillard naît le 15 octobre 1977 à Périgueux du mariage de Pierre Gaillard, avocat à Périgueux et d'Isabelle Lalande, juriste et ex-présidente de la salle de spectacle L'Odyssée à Périgueux. 
En 2002, elle épouse Jean-Philippe de La Tour du Pin Chambly, avec qui elle a deux enfants,. 
En octobre 2023, elle annonce être en instance de divorce depuis un an après vingt ans de mariage et en février 2024, elle annonce avoir un nouveau compagnon dans sa vie.

### Carrière professionnelle
Pascale de La Tour du Pin commence dans le journalisme avec la radio en amateur, dès l’âge de 15 ans et continue jusqu'à 22 ans, sur Radio France Périgord.
En 2002, elle travaille à la radio BFM (devenue BFM Business) pendant six ans avant que le groupe NextRadioTV ne l’appelle en septembre 2008 pour remplacer Stéphanie de Muru sur BFM TV lors de son premier congé maternité. Elle assure les journaux de 12 h 30 et 13 h 30 dans Midi Ruth Elkrief puis BFM Non-Stop avec Gilane Barret de 14 h à 15 h jusqu’au retour de Stéphanie de Muru en avril 2009.
D'avril 2009 à mars 2010, elle devient joker en remplaçant des présentatrices titulaires à différentes tranches horaires. À partir de mars 2010, elle se voit titularisée à la présentation du QG de l’info aux côtés de Thomas Sotto pendant un mois. Fin avril 2010, dans une sorte de jeu des chaises musicales, plusieurs présentateurs échangent leurs horaires de présence à l'antenne de BFM TV. Graziella Rodriguès, qui est titularisée à Première édition échange sa place avec Pascale, par conséquent Pascale de La Tour du Pin est de nouveau titularisée en mai 2010 à la matinale de BFM TV avec Christophe Delay. Depuis la rentrée 2010 de BFM TV, Pascale de La Tour du Pin est reconduite à son poste de présentatrice de journaux télévisés à la matinale avec Christophe Delay.
À la rentrée 2017, Pascale de La Tour du Pin quitte BFM TV pour rejoindre LCI et présenter La Matinale de 6 h à 9 h.
Elle présente la nuit américaine pour l’élection américaine sur TF1 ainsi que l’édition spéciale consacrée au mariage de Meghan et Harry. Enfin, elle présente l'édition spéciale pour la disparition de Johnny Hallyday en décembre 2017 sur TF1.
Le 15 juin 2021, une information publiée par le quotidien Le Parisien et confirmée par le site web d'informations Puremédias, indique que Pascale de La Tour du Pin quitte LCI à la rentrée pour faire son retour sur BFM TV et présenter Le Dej' Info de 12 h à 14 h, du lundi au vendredi. Le 25 juin 2023, son programme Le Dej' Info, est prolongé d'une heure soit jusqu'à 15h.
Le 26 juillet 2023, elle quitte BFM TV pour rejoindre C8 où elle devait présenter Touche pas à mon poste en l'absence de Cyril Hanouna et d'autres émissions politiques de la chaine.

## Synthèse des émissions

### Radio
- 1992-1999 : présentatrice  d'une émission radiographique sur Radio France Périgord
- 2002-2008 : présentation d'une émission radiographique sur la radio BFM
- 2024-2025 : Europe 1 Soir Week-end sur Europe 1
- Depuis 2025 : 5/7h : Le Morning RMC avec Matthieu Belliard sur RMC

### Télévision
- septembre 2008 - avril 2009 : Midi Ruth Elkrief sur BFMTV : remplacement de Stéphanie de Muru
- septembre 2008 - avril 2009 : BFM Non-Stop, avec Gilane Barret sur BFMTV : remplacement de Stéphanie de Muru
- avril 2009 - mars 2010 : joker en remplaçant des présentatrices titulaires à différentes tranches horaires sur BFMTV
- mars 2010 - avril 2010  : QG de l'Info sur BFMTV, aux côtés de Thomas Sotto
- mai 2010 à 2017 : Première Édition sur BFMTV, avec Christophe Delay
- 2017-2021 : La Matinale sur LCI
- décembre 2017 : Édition spéciale consacrée à la mort de Johnny Hallyday sur TF1
- 19 mai 2018 : Édition spéciale consacrée au mariage du prince Harry et Meghan Markle sur TF1
- 3 novembre 2020 : La Nuit américaine sur TF1, pour l'élection présidentielle américaine
- 2021-2023 : Le Dej'Info sur BFMTV
- 2023-2024 : PAF sur C8
- 2023-2025 : Touche pas à mon poste ! sur C8 : joker de Cyril Hanouna et chroniqueuse
- 2024 : TPMP, même l’été sur C8
- 2024-2025 : Pascale, Éric, Yann et les autres sur C8 : présentatrice
- 2024 : Face à Hanouna sur C8 : joker de Cyril Hanouna
- mars 2025 : La Tribu de Baba - Avec Pascale ! sur TPMP
- Depuis 2025 : 5/7h : Le Morning RMC avec Matthieu Belliard sur RMC Story
- Depuis 2025 : Le Morning, le supplément sur RMC Story

## Filmographie
- 2018 : Demain nous appartient, sur TF1 : elle-même (épisodes 328 et 346)
- 2019 : Olivia : elle-même (S1E6)